# Juan Gómez Benítez
Juan Gómez Benítez (El Puerto de Santa María, provincia de Cádiz, 1954, es un investigador, Doctor en Ciencias Químicas, enólogo, profesor emérito de la Universidad de Cádiz (UCA) que ha impartido, entre otras, la asignatura 'Tecnología de los Alimentos'. Fue elegido Presidente de la Asociación de Enólogos de España en el año 2006. Ha sido Director de Investigación del Grupo Osborne. 

## Formación Académica
- Doctor en Ciencias Químicas por la Universidad de Cádiz, defendiendo la tesis: "Desarrollo de nuevas alternativas tecnológicas en la estabilización tartárica de vinos de Jerez". Universidad de Cádiz. Año 2000..

## Cargos Ocupados
- Presidente de la Federación Española de la Asociación de Enólogos.
- Representante español en la Unión Internacional de Enólogos.

## Situación Profesional
- Profesor Titular de la Universidad de Cádiz (UCA) por el Área de Conocimiento de Tecnología de Alimentos 1998-2018
- Profesor Colaborador Honorario 2018-actualidad

## Cargos Académicos desempeñados
- Coordinador de la Licenciatura de Enología
- Coordinador del Programa Erasmus para esta Licenciatura.

## Actividades anteriores de carácter profesional
Director del Departamento de I+D del Grupo Osborne desde 1978 hasta 1998, con responsabilidad en las áreas de investigación, formación y medioambiental en las empresas del grupo. Este grupo está formado por unas 10 empresas del sector alimentación: Jamón (Sánchez Romero Carvajal-Jabugo), lácteo (queso Boffard) y del sector de bebidas (Bodegas Osborne, Bodegas Montecillo, Anís del Mono, etc.)

## Publicaciones
- “Estudy of the Acidification of Sherry Musts with Gypsum and Tarttáric Acid” REF. REVISTA/LIBRO: Am. J. Enol. Vitic., 44: 400-404 (1993) AUTORES (p. o. de firma): J. Gómez, M. Grandal, y J. Díez
- “Le coût du vieillissement du Brandy de Jerez par système de Criaderas y Solera.” REF. REVISTA/LIBRO: Bull. O.I.V. 787-788/789-811 (1996) AUTORES (p. o. de firma): Gómez Benítez J. y Carrascal García V.
- “Determination of carotenoids profiles in grapes, musts and fortified wines from Douro vaireties of Vitis vinifera” REF. REVISTA/LIBRO: Jour. of Agric. and Food Chem, 49 (11): 5484-5488 (2001) AUTORES (p. o. de firma): P. Guedes de Pinho, A. C. Silva Ferrreira, M. Mendes Pinto, J. Gómez Benítez T.Hogg
- “Industrial development of proton exchange for tartrate stabilization of sherry wines” REF. REVISTA/LIBRO: European Food Research and Technology. 214 (5), 418-422, (2002) AUTORES (p. o. de firma): Gómez Benítez J., Palacios Macías V.M., Sánchez Pazo, J.A., Pérez Rodríguez, L.
- Prediction of tartrate stability of Sherry wines by a conductimetric system with rapid response REF. REVISTA/LIBRO Food Chemistry, 81, 457-462 (2003) AUTORES/EDITORES (p. o. de firma): Gómez J.; Palacios V.; Veas R.; Pérez L.
- Comparison of electrodialysis and cold treatment on an industrial scale for tartrate stabilisation of Sherry wines REF. REVISTA/LIBRO Journal of Food Engineering, 58,373-378, (2003) AUTORES/EDITORES (p. o. de firma): Gómez J.; Palacios V.; Szekely P.; Veas R.; Pérez L.
- Characterisation, control and improvement ot he cold treatment of Sherry wines REF. REVISTA/LIBRO Food Control, 15, 111-116, (2004) AUTORES/EDITORES (p. o. de firma): Gómez J.; Palacios V.; Veas R.; Valcárcel M.; Pérez L.